# Chiastopsylla nama
Chiastopsylla nama är en loppart som beskrevs av De Meillon et Hardy 1951. Chiastopsylla nama ingår i släktet Chiastopsylla och familjen Chimaeropsyllidae. Inga underarter finns listade i Catalogue of Life.